# Phallogocentrisme
Le phallogocentrisme est un terme forgé par le philosophe Jacques Derrida, à partir des termes « phallocentrisme » et « logocentrisme » afin de qualifier la place centrale accordée par la psychanalyse (Freud, Lacan) au phallus « signifiant transcendental » et par la philosophie occidentale au logos et à la symbolique du phallus. Il est néanmoins à noter que le terme phallus ne fut employé que très rarement par Sigmund Freud.

## Le phallogocentrisme selon Derrida
Le terme de « phallogocentrisme » apparaît pour la première fois chez Jacques Derrida en 1972, dans le texte « tympan » (Marges - de la philosophie, p. xvii). Il est aussi repris dans l'ouvrage L'Animal que donc je suis. Il sert à dénoncer le fait que les humains, et plus spécialement les humains mâles, ont « monopolisé la parole (logos) depuis trop longtemps, exerçant une domination illégitime sur des êtres privés de mots », à savoir les animaux.

## Reprises et développements

### Irigaray
En 1974, Luce Irigaray, psychanalyste et féministe, reprend le terme de phallogocentrisme et théorise un différencialisme de la sexualité féminine. 

### U.S.A
Aux E.U., le terme s'avérera très populaire auprès de nombre de féministes antifreudiennes.[réf. nécessaire]